# Mogens Schrader
Mogens Schrader, född 25 oktober 1894 i Helsingör, död 21 november 1934, var en dansk tonsättare som bland annat tonsatte Sommarnatt (Serenad).